# Franciszek Kraśnicki
Franciszek Kraśnicki herbu Rawicz – sędzia ziemski ciechanowski w 1589 roku.
W 1589 roku był sygnatariuszem ratyfikacji traktatu bytomsko-będzińskiego na sejmie pacyfikacyjnym.